# 공포의 사자 갈기

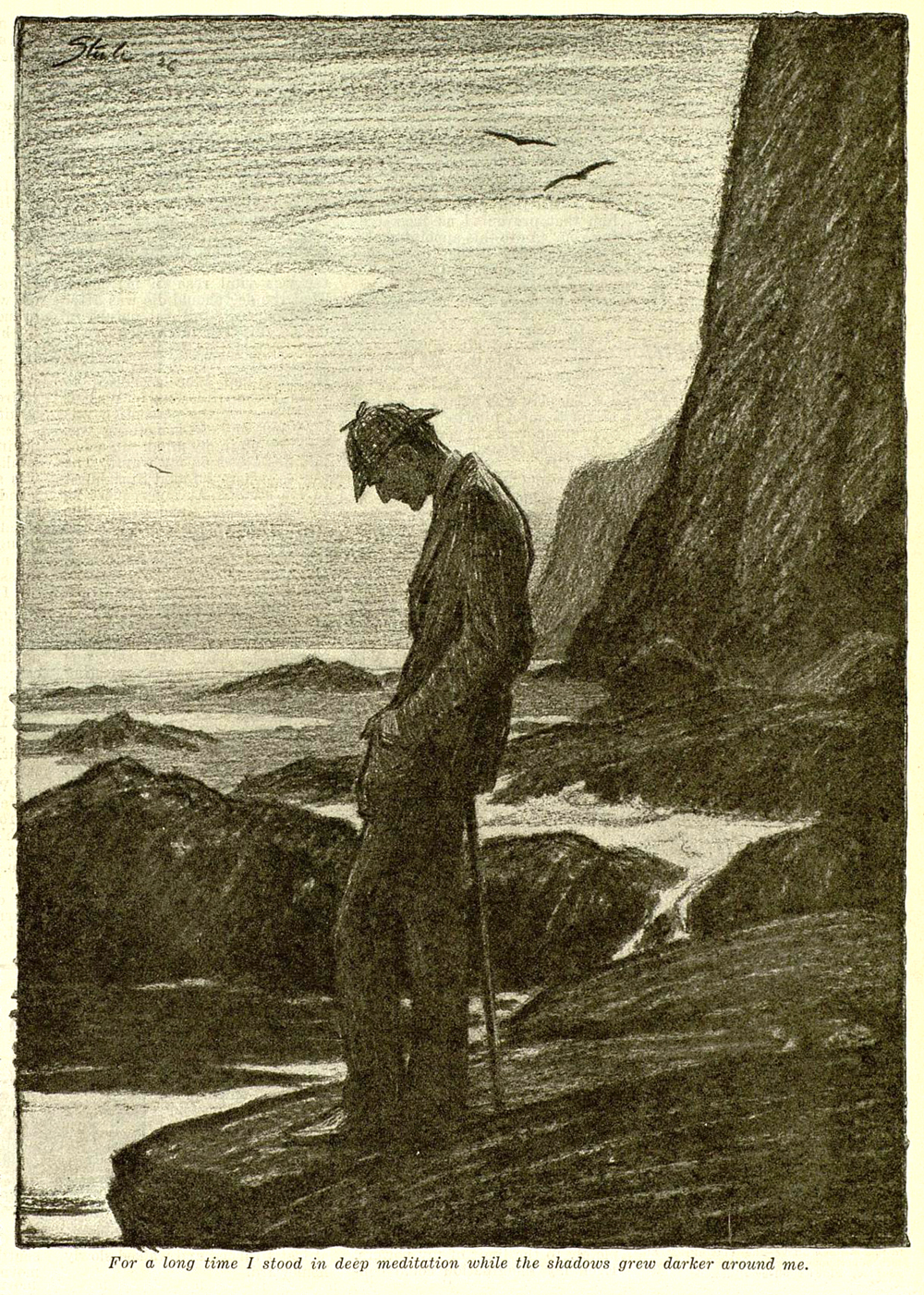

공포의 사자 갈기(The Adventure of the Lion's Mane)는 1927년에 발표된 코난 도일의 《셜록 홈즈의 사건집》에 나오는 이야기이다.

## 줄거리
홈즈와 학교의 교장 맥퍼슨은 수영을 하기로 하고 계곡에 간다. 하지만 그곳에서 과학교사가 죽어있는걸 목격한다. 홈즈는 과학교사가 마지막으로 했던"사자..사자 갈기.."라는 말을 해석해 범인이 옛날에 책에서 봤던 키아네아 카필라타 라는 해파리라는걸 알게 된다.